# Roche Champion
La roche Champion est un sommet du massif du Jura, en France. Il culmine à 1 325 mètres d'altitude sur la commune de Chapelle-des-Bois, à proximité immédiate de la frontière suisse.